# 贝阿恩附近维勒纳沃
贝阿恩附近新城（法語：Villenave-près-Béarn，法語發音：[vilnav pʁɛ beaʁn]）是法国上比利牛斯省的一个市镇，位于该省西部的飞地北端，属于塔布区。

## 地理
贝阿恩附近维勒纳沃（43°21'58"N, 0°5'45"W）面积3.09 平方千米，位于法国奧克西塔尼大區上比利牛斯省，该省份为法国西南部内陆省份，北至热尔省，西接大西洋比利牛斯省，南与西班牙接壤，东临上加龙省。
与贝阿恩附近维勒纳沃接壤的市镇（或旧市镇、城区）包括：莫米、贝代耶、莫尔、塞兹-莫贝克、埃斯科内特。

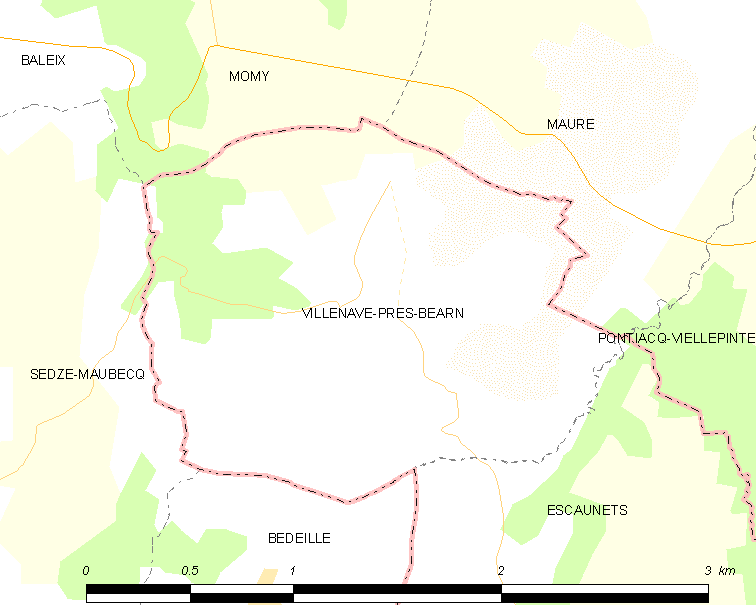
贝阿恩附近维勒纳沃的OSM定位图

贝阿恩附近维勒纳沃的时区为UTC+01:00、UTC+02:00（夏令时）。

## 行政
贝阿恩附近维勒纳沃的邮政编码为65500，INSEE市镇编码为65476。

## 政治
贝阿恩附近维勒纳沃所属的省级选区为比戈尔地区维克县。

## 人口

1962-2008年间贝阿恩附近维勒纳沃人口变化图示

贝阿恩附近维勒纳沃于2022年1月1日时的人口数量为69人。